# Mika Tan
Mika Tan, née le 27 novembre 1977 à Honolulu, est une actrice pornographique américaine.

## Biographie
Mika Tan est née d'un père militaire d'origine nippo-samoane et d'une mère taïwanaise.
Enfant, elle apparait dans différentes publicités et comme figurante au théâtre. Elle a fait partie d'une troupe de danse jazz au Guam.
Elle étudie à l'Université d'État de San Diego en biochimie et psychologie. Ensuite Mika Tan fait carrière comme mannequin et modèle de nu artistique.
En 2006, elle apparait dans l'émission télé-réalité Blind Date.

### Carrière porno
Tan est découvert par le réalisateur Jack Pearl, elle commence à jouer avec son mari, qui était très jaloux des autres hommes. Elle divorça et dira que : « c'est la pire période de ma vie ».
Plus tard Mika Tan se maria deux fois avec des hommes du X comme Ray Shannon et Alex Knight (2004-2006). Elle est récompensée pour ses films et partenaires variés, jusqu'à se spécialiser dans le style dominatrice.
En mars 2009, Mika rentre au Moonlite Bunny Ranch brothel.

## Filmographie sélective
- 1999 : Asian New Cummers 2
- 2000 : North Pole 15
- 2001 : No Man's Land Asian Edition 2
- 2002 : Asian X Girl 1: China Doll
- 2003 : Women and Wheels
- 2004 : Big Wet Asses 4
- 2005 : Women Seeking Women 17
- 2006 : Bitch Banging Bitch 1
- 2007 : Latex Kink 1
- 2008 : Lesbian Beauties 3: Asian Beauties
- 2009 : Wet Girlfriends
- 2010 : Best of Nina Hartley 1
- 2011 : Sex Angels
- 2012 : Legendary Lesbians
- 2013 : Lesbian Beauties 9: Asian Beauties
- 2014 : Anal Nurses
- 2015 : Wet Slutty Desires
- 2016 : All Asian

## Récompenses et nominations
Récompenses
- 2006 : Adam Film World (en) award for "Best Asian Starlet"
- 2006 : XRCO Awards for Unsung Siren
- 2007 : AVN Award for Underrated Starlet of the Year.
- 2009 : Urban X Awards Hall of Fame Female

Nominations
- 2006 : AVN Award, Most Outrageous Sex Scene
- 2009 : AVN Award, Best All-Girl Group Sex Scene — 11 Herbs 'N Spices (2008)